# メロン (イスラエル)

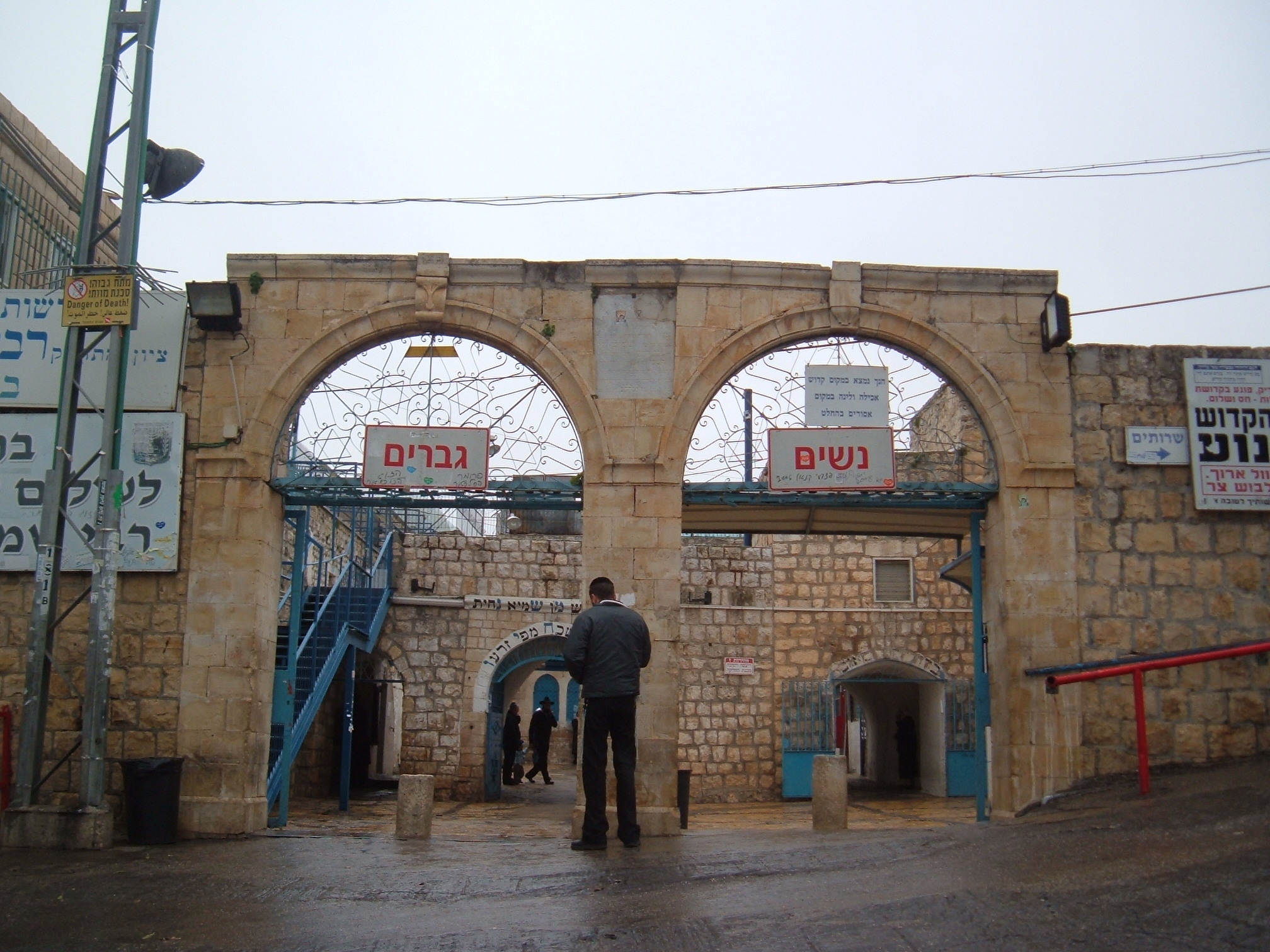
シモン・バル＝ヨハイ霊廟

メロン（ヘブライ語: מירון、英: Meron）は、イスラエル北部のガリラヤ地方にある村。
シモン・バル＝ヨハイの墓があることで知られるが、ラグ・バー＝オーメルというユダヤ教の祝祭の発祥地としても有名である。
2024年1月6日、ヒズボラは幹部がイスラエルにより暗殺された報復として、メロンにある航空管制施設に対し、ロケット弾で攻撃を行ったことを発表した。